# Meandre del Segre a l'Areny
El meandre del riu Segre a la partida agrícola de l'Areny, a l'oest de Ponts, és una zona humida producte de la dinàmica fluvial que ocupa unes 10 hectàrees de superfície. En aquesta zona el riu ha anat dipositant materials al·luvials que, juntament amb els braços del riu, es tradueixen en un ventall d'hàbitats que permeten l'establiment d'una variada fauna i flora.
La vegetació dels marges fluvials i de la zona d'inundació del meandre està formada per boscos de ribera.
Els hàbitats d'interès comunitari presents a la zona són, segons la cartografia dels hàbitats, els següents:
- 92A0 "Alberedes, salzedes i altres boscos de ribera", amb àlbers (Populus alba), freixes(Fraxinus excelsior), salzes blancs (Salix alba), saulics (Salix purpurea) i algun vern (Alnus glutinosa).
- 3260 "Rius de terra baixa i de la muntanya mitjana amb vegetació submersa o parcialment flotant (Ranunculion fluitantis i Callitricho-Batrachion)"
- 3270 "Rius amb vores llotoses colonitzades per herbassars nitròfils del Chenopodion rubri (p.p.) i del Bidention (p.p.)"
- 3280 "Rius mediterranis permanents, amb gespes nitròfiles del Paspalo-Agrostidion orlades d'àlbers i salzes".
- S'ha citat també d'altres hàbitats, com la vegetació de lleres pedregoses de rius mediterranis (hàbitat 3250).

Pel que fa a la fauna, la zona és important per a ocells com el corriol petit (Charadrius dubius), que potser hi nidifica, i per altres espècies (ànec collverd Anas platyrhynchos, bernat pescaire Ardea cinerea) que s'hi concentren durant els passos migradors i la hivernada.
Aquest espai no presenta problemes de conservació seriosos. Hi ha alguns zones afectades per antigues extraccions d'àrids, que s'estan regenerant de manera natural. Al sector nord-oest hi ha una zona on hi ha hagut moviments de terres recents (dipòsits de blocs de pedra i amuntegament de terres), que caldria restaurar.
Al límit NE de l'espai (a l'inici de la zona humida, aigües amunt) hi ha una petita resclosa, reparada l'any 1995 pel Ministeri d'Agricultura, Pesca i Alimentació (IRYDA), per arranjar els desperfectes causats pels aiguats del 94. Vora aquesta resclosa queden algunes infraestructures hidroelèctriques en desús, que convindria retirar. Al sector sud i oest, entre el riu i el canal d'Urgell, el bosc de ribera està sent substituït en alguns sector per conreus forestals (pollancres). Cal controlar possibles extensions de conreus forestals cap al bosc de ribera, en tot l'espai.
El Meandre del Segre a l'Areny forma part de l'espai de la Xarxa Natura 2000 ES5130014 "Aiguabarreig Segre-Noguera Pallaresa".